# 2016年リオデジャネイロオリンピックのポルトガル選手団
2016年リオデジャネイロオリンピックのポルトガル選手団（2016ねんリオデジャネイロオリンピックのポルトガルせんしゅだん）は、2016年8月5日から8月21日にかけてブラジルのリオデジャネイロで開催された2016年リオデジャネイロオリンピックのポルトガル選手団、およびその競技結果。

## 概要
今大会は銅メダル1個を獲得した。
柔道女子57kg級でテルマ・モンテイロが銅メダルを獲得した。オリンピックの柔道競技でのポルトガル勢のメダルは、2000年シドニーオリンピック男子81kg級で銅メダルを獲得したヌーノ・デルガド以来通算2個目のメダルとなり、女子選手としては柔道競技初メダルとなった。

## メダル
| メダル | 選手名             | 競技 | 種目       |
| ------ | ------------------ | ---- | ---------- |
| 銅     | テルマ・モンテイロ | 柔道 | 女子57kg級 |